# Piero Manzoni
Piero Manzoni (Soncino, 13 luglio 1933 – Milano, 6 febbraio 1963) è stato un artista italiano, famoso a livello internazionale per la sua Merda d'artista.

## Biografia
Nacque a Soncino (in provincia di Cremona) ma crebbe a Milano, primogenito dei cinque figli del conte Egisto Manzoni (1901-1948), originario di Lugo (in provincia di Ravenna) e appartenente al ramo romagnolo dei Manzoni di Chiosca e Poggiolo, e della soncinese Valeria Meroni (1907-1994), la cui famiglia era proprietaria dell'azienda tessile Filanda Meroni. 
Una volta terminati gli studi classici presso i gesuiti dell'Istituto Leone XIII (dove suoi compagni di scuola furono il poeta Nanni Balestrini e l'editore Vanni Scheiwiller), s'iscrive alla Facoltà di Legge presso l'Università Cattolica del Sacro Cuore. Entra in contatto con l'ambiente artistico d'avanguardia grazie ai soggiorni estivi con la famiglia ad Albissola, dove tra gli altri era molto attivo Lucio Fontana, fondatore dello spazialismo e celebre per i buchi e tagli sulla tela. I suoi primi dipinti sono paesaggi e ritratti di stampo tradizionale a olio. Nel 1956 partecipa alla IV Fiera mercato del Castello sforzesco di Soncino e pubblica il manifesto Per la scoperta di una zona di immagini. Un testo breve, nel quale Manzoni anticipa alcuni punti essenziali delle tesi che svilupperà in altri documenti. Nel 1957 espone, con Ettore Sordini e Angelo Verga, in una collettiva alla galleria Pater di Milano e pubblica il manifesto Per una pittura organica. È inoltre cofirmatario del Manifesto contro lo stile con il Gruppo Nucleare, con cui espone alla mostra Movimento Arte Nucleare presso la galleria San Fedele di Milano.
Nell'autunno del 1957 Manzoni inizia la sua serie di quadri bianchi o meglio senza colore, che poco più di un anno dopo chiamerà Achromes (in francese: incolore). I primissimi lavori della serie sono molto materici, unendo una sostanza gessosa e tele di iuta, dando quindi forma ad alcune linee geometriche.
Subito dopo, nel 1958, utilizzando tele più leggere immerse in un miscuglio di materia bianca, gesso e colla e caolino (una roccia sedimentaria costituita prevalentemente da caolinite, un minerale silicatico delle argille) l’artista inizia a produrre le cosiddette "tele grinzate", con più o meno pieghe, in diverse dimensioni. Espone alla Galleria Bergamo con Enrico Baj e Lucio Fontana e tiene una personale alla Galleria Pater di Milano. Il 26 luglio Manzoni parte per Rotterdam, dove stringe amicizia con Gust Romijn, artista dai trascorsi CoBrA, e Hans Sonnenberg, mercante e anima del futuro Zero-groep olandese, entrando in contatto anche con Jan J. Schoonhoven e più avanti con Henk Peeters, i quali nel 1960 fonderanno la Nul-beweging.
La personale "Piero Manzoni Schilderijen" al Rotterdamsche Kunstkring si inaugura il 10 settembre e presenta diciassette opere acrome. L'artista instaura rapporti anche con la gallerista parigina Iris Clert che tuttavia mai approderanno a una mostra.
Nel 1959 abbandona il gruppo dei Nucleari e stringe legami con Agostino Bonalumi ed Enrico Castellani. Con quest'ultimo fonda la rivista Azimuth, dove compaiono scritti di Vincenzo Agnetti, Nanni Balestrini e Edoardo Sanguineti e illustrazioni di Yves Klein, Arnaldo Pomodoro, Robert Rauschenberg, Jasper Johns, Piero Dorazio, Gastone Novelli e Franco Angeli. Sempre nel 1959, entra in contatto con il Gruppo ZERO di Düsseldorf e produce 45 Corpi d'aria: comuni palloncini riempiti d'aria, introducendo l'anno successivo la variante Fiato d'artista, ove i palloncini sono gonfiati dall'autore stesso, sigillati e fissati su una base di legno. Inizia a creare oggetti concettuali come le Linee, che espone la prima volta al Pozzetto Chiuso di Albissola. Si tratta di tubi di cartone contenenti linee arrotolate di varie lunghezze; l'etichetta esterna riporta lunghezza, mese e anno di creazione. Sul finire del 1959 apre, sempre con Castellani, la galleria Azimut; che diventerà luogo di produzione artistica significativo anti-informale. Qui, nel 1960 espone con Klein, Mack e Castellani nella mostra La nuova concezione artistica ed esce il secondo numero della rivista Azimuth contenente il testo Libera dimensione, in cui sottolinea che il quadro è una superficie di limitate possibilità, da liberare per cercare di scoprire il significato illimitato di uno spazio totale, di una luce pura e assoluta. L'impatto internazionale è notevole: Libera dimensione viene tradotto in luglio in giapponese nel numero 7 di "The Geijutsu-Shincho", rivista che ha già in precedenza dedicato un articolo a Manzoni.
Nel 1960 l'industriale danese Aage Damgaard lo invita per un periodo a soggiornare presso la sua fabbrica di camicie Angli a Herning (Danimarca), dove gli mette a disposizione tecnici e materiali con cui realizzare nuove opere. Sperimenta sfere in plastica sostenute da getti d'aria e il 4 luglio 1960 crea la sua linea più lunga (7200 metri), che sigilla in un cilindro di zinco ricoperto da fogli di piombo.
Il 21 luglio 1960 presenta alla galleria Azimut la sua performance più famosa: la Consumazione dell'arte, dinamica del pubblico, divorare l'arte. Sull'invito si legge: "La S.V. è invitata per le ore 19 di Giovedì 21 luglio 1960 a visitare ed a collaborare direttamente alla consumazione delle opere esposte da PIERO MANZONI". Manzoni firma con l'impronta del pollice alcune uova sode che vengono distribuite al pubblico e mangiate sul posto.
Continua a lavorare agli Achromes, servendosi dei materiali più disparati: tele cucite a macchina, cotone idrofilo a quadri, cloruro di cobalto, polistirolo e vernice fosforescente.
Dalla fine del 1960 inizia il suo rapporto con l'architetta, designer e artista Nanda Vigo, che sarà la sua compagna fino alla morte, nel febbraio del 1963.
Nel 1961 realizza le Basi magiche: piedistalli che elevano a opera d'arte chi vi sale sopra e inizia a firmare le persone trasformandole così in opere d'arte, a cui rilascia Certificati di autenticità (tra le 73 firmate compariranno anche Umberto Eco, Marcel Broodthaers e le scarpe destre di Franco Angeli e Mario Schifano). 
Espone con Castellani alla galleria La Tartaruga di Roma e fa una personale alla galleria Køpcke di Copenaghen, oltre a numerose collettive.
In maggio realizza 90 scatolette di Merda d'artista del peso di 30 g ciascuna vendute a un equivalente valore in oro, che espone per la prima volta ad Albissola nel mese di agosto.
Sul numero 3 della rivista "ZERO" (luglio 1961), pubblica il progetto per un teatro pneumatico chiamato Placentarium e il testo Progetti Immediati, dove descrive opere realizzate e idee per il futuro. 
Fa un secondo soggiorno autunnale a Herning dove tra le altre opere, realizza il Socle du monde (Base del mondo); un parallelepipedo in ferro e bronzo (82 x 100 x 100 cm) installato nel parco della fabbrica Angli capovolto al suolo per eleggere il mondo ad opera d'arte.
Continua a lavorare su Achromes con pallini di ovatta, fibre di vetro e artificiali, peluche e paglia.
Nel 1962 espone allo Stedelijk Museum di Amsterdam nell'importante mostra collettiva Nul.
Negli Achromes di questo periodo le materie usate sono: panini, per l'esattezza le "michette" milanesi, sassi e pallini di polistirolo espanso. Altri Achromes ancora sono costituiti da pacchi in carta da giornale o da imballaggio sigillati con corda, piombo e ceralacca, come se fossero invii postali, presentati a coppie.
L'editore Vanni Scheiwiller pubblica a Milano le 8 Tavole di accertamento, cartella con otto fotolitografie in sessanta esemplari, che conclude un percorso avviato già a fine anni '50, con un testo di Vincenzo Agnetti.

### Morte
Il 6 febbraio 1963 Piero Manzoni muore improvvisamente d'infarto a soli 29 anni nel suo studio di via Fiori Chiari 16 a Milano.

## Omaggi e citazioni
- La città di Milano ha dedicato a Piero Manzoni la piccola strada davanti al Bar Jamaica dove l'artista spesso sostava a discutere, bere o giocare a carte: Vicolo Piero Manzoni, tra Piazza San Marco e Via Brera.
- A Soncino, suo paese natale, c'è una piazza che porta il suo nome con un monumento a lui dedicato.
- La canzone degli Skiantos Merda d'artista (2009) è dedicata alla sua opera più famosa.
- Una futura nipote di Piero Manzoni, Pippa Bacca, sarà a sua volta artista e anch'ella morirà prematuramente.
- Il rapper Nitro cita Piero Manzoni e la sua opera Merda d'artista in una strofa della canzone Baba Jaga e in Animalz.
- Il rapper Caparezza cita Piero Manzoni e, in maniera indiretta, la sua opera Merda d'artista nella canzone Comunque dada.
- Il gruppo musicale dei Baustelle cita Manzoni nella canzone Un romantico a Milano.
- Il gruppo musicale I Cani gli dedica la canzone Storia di un artista.
- La fondazione Piero Manzoni (pieromanzoni.org) ha pubblicato la sua biografia, accompagnata dalle descrizione delle sue opere più famose
- Lo chef milanese Gualtiero Marchesi, in quanto suo grande amico, ha dedicato a Manzoni un piatto. Ispirandosi ad un Achrome costituito da un parallelepipedo di paglia poggiato su un piedistallo scuro, Marchesi ha “costruito” un cubo di pasta mista servita in un piatto fondo nero, sul quale viene versata una crema di fagioli, il tutto completato con cubetti di pancetta rosolata[4].